# Triümfo de les dones
Triümfo de les dones és un llibre de Joan Roís de Corella del 1462 conservat al Cançoner de Maians i al Còdex de Cambridge.
L'autor fa una intromissió a una temàtica que li és aliena per simple lluïment personal enmig de diversos tòpics tradicionals en un exercici retòric. No obstant al llibre hi domina un to reflexiu i lògic en l'exposició per damunt de les consideracions dogmàtiques.
La figura de la Veritat escriu una lletra a les altres dones on de manera raonada mostra que les característiques negatives que alguns homes els assignen no tenen cap base. L'aparició de la Veritat és rellevant perquè en Tomàs d'Aquino és la concordança de l'ésser amb la intel·ligència, el que és un element que indica un coneixement teològic rellevant.
S'ha destacat la importància de sant Agustí d'Hipona i sant Jeroni, així com del retorn de la filosofia aristotèlica, en el text. El fet és que en el moment en què s'escriu l'obra a les universitats sorgeix una sistematització de la valoració de la literatura trobadoresca.